# Grabovička rijeka
Grabovička rijeka je lijeva pritoka Vrbanje. Izvire u blizini sela Miljevići (na oko 1050 m n/v), ispod ceste za selo Golo Brdo, na južnim obrona'njegove uzvisine, tj. Ježice (1276 m) i Zastijenja (lokalizam: Zāstinje; 1230 m n/v).  Na Podvlašićkom platou, nadomak Skender Vakufa, ta komunikacija ujedno obilježava i granicu slivova Vrbanje i Ugra.
Nakon izvorišta, ova rijeka ulazi u duboki kanjon iz kojeg izlazi tek pri ulazu u staro selo Grabovica, a koji je mjestimično i do 350 m dublji od njenog prethodnog toka. Na platou preko ovih uzvisina, iznad izvorišta,  prolazi cesta Skender Vakuf – Travnik (preko Ilomske).  Pored ceste je nadaleko poznati izvor – odmorište Srebrenik.
Ovo područje je izuzetno bogato i razgranato razvođe slivova Vrbanje i Ugra. Ispod izdignute Ježice, s jugoistoka izvire Ulički potok, a sa zapada – Duboka (također pritoke Vrbanje). Na drugoj, jugoistočnoj, strani Zastinja, u Zlovarićima izvorište je Kobilje i Ugrića, a na jugozapadnoj Zirinog i Kusinog potoka (pritoke Ugra).
Ušće Grabovičke rijeke je u novom dijelu naselja Grabovica (po kojoj je imenovana iako je neki izvori pogrešno obilježavaju kao "Grabovačku rijeku", na oko 450 m n/v).